# Classic Albums
Classic Albums is een documentaireserie over pop- en rockalbums die beschouwd worden als de beste of meest kenmerkende albums van een bekende band of musicus of die een stadium in de muziekgeschiedenis illustreren. In de documentaires wordt de muziek ontleed door de muzikanten, producers en geluidstechnici om inzicht te geven in het ontstaan van het album.
De serie wordt gemaakt door Isis Productions en Daniel Television en wordt gedistribueerd door Eagle Rock Entertainment. Classic Albums wordt vertoond op BBC, ITV en VH1 en wordt op dvd uitgegeven. In Nederland wordt de serie uitgezonden op Nederland 3 door de VPRO. In Vlaanderen door Canvas en Acht

## Afleveringen
De behandelde albums zijn:
- The Band – The Band (1969)
- Black Sabbath – Paranoid (1970)
- Phil Collins – Face Value (1981)
- Cream – Disraeli Gears (1967)
- Deep Purple – Machine Head (1972)
- Def Leppard – Hysteria (1987)
- The Doors – The Doors (1967)
- Duran Duran – Rio (1982)
- Fleetwood Mac – Rumours (1977)
- Peter Gabriel – So (1986)
- Grateful Dead – Anthem of the Sun en American Beauty (1968/1970)
- The Jimi Hendrix Experience – Electric Ladyland (1968)
- Iron Maiden – The Number of the Beast (1982)
- Jay-Z – Reasonable Doubt (1996)
- Elton John – Goodbye Yellow Brick Road (1973)
- Judas Priest – British Steel (1980)
- John Lennon/Plastic Ono Band – John Lennon/Plastic Ono Band (1970)
- Meat Loaf – Bat Out of Hell (1977)
- Metallica – Metallica (1991)

- Motörhead – Ace of Spades (1980)
- Nirvana – Nevermind (1991)
- Tom Petty and the Heartbreakers – Damn the Torpedoes (1979)
- Pink Floyd – The Dark Side of the Moon (1973)
- Elvis Presley – Elvis Presley (1956)
- Primal Scream – Screamadelica (1991)
- Queen – A Night at the Opera (1975)
- Lou Reed – Transformer (1972)
- Rush – 2112 en Moving Pictures (1976/1981)
- Sex Pistols – Never Mind the Bollocks (1977)
- Carly Simon – No secrets (1972)
- Paul Simon – Graceland (1986)
- Simply Red – Stars (1991)
- Steely Dan – Aja (1977)
- U2 – The Joshua Tree (1987)
- The Wailers – Catch a Fire (1973)
- The Who – Who's Next (1971)
- Stevie Wonder – Songs in the Key of Life (1976)
- Frank Zappa – Apostrophe (') en Over-Nite Sensation (1974/1973)

In Nederland zijn twee series gemaakt.
De NCRV zond in 1997 een reeks uit van BBC-afleveringen en eigen producties over Nederlandse albums:
- Q65 - Revolution (1966)
- Boudewijn de Groot – Voor de overlevenden (1966)
- Cuby + Blizzards – Groeten uit Grollo (1967)
- The Outsiders - Outsiders (1967)
- Focus - Focus II (Moving Waves) (1971)
- Kayak - Royal Bed Bouncer (1975)

De VPRO zond ook afleveringen uit over Nederlandse klassiekers: 
- Shocking Blue – At Home (1969)
- Herman Brood – Shpritsz (1978)
- De Dijk – Niemand in de Stad (1989)
- Bettie Serveert – Palomine (1992)
- Caro Emerald – Deleted Scenes from the Cutting Room Floor (2010)

De in Nederland geproduceerde afleveringen zijn niet op dvd uitgebracht.